# Алексий (Житецкий)
Епископ Алексий (в миру Алексей Григорьевич Житецкий; ок. 1869, Полтавская губерния — 30 октября 1924, Москва) — епископ Православной российской церкви, епископ Боровский, викарий Калужской епархии.

## Биография
В 1891 году окончил Полтавскую духовную семинарию. Женился.
С 1892 года член Полтавской духовной консистории, личный секретарь епархиального архиерея.
Коллежский секретарь (1898), титулярный советник (1901), коллежский асессор, член-казначей Полтавского церковного историко-археологического комитета, член Совета епархиального Свято-Макарьевского братства (1906), надворный советник (1908).
В течение 20 лет усердно и беспорочно нёс службу. Награждён орденами святого Станислава III степени (1901) и святой Анны III степени (1905). В 1911 году вышел в отставку и овдовел.
В 1911 году поступил в Санкт-Петербургскую духовную академию. Был пострижен в монашество. 20 января 1913 года рукоположён в сан иеродиакона, 27 января — в сан иеромонаха. В 1915 году окончил Академию со степенью кандидата богословия и был назначен настоятелем Боровского Пафнутиева монастыря Калужской епархии с возведением в сан игумена.
19 октября 1915 года епископом Калужским и Боровским Георгием (Ярошевским) возведён в сан архимандрита.
Был членом Поместного Собора в Москве 1917—1918 годов от монашествующих, участвовал во всех трёх сессиях, член III, XI Отделов.
С марта 1918 года член Высшего Церковного Совета.
4 апреля 1918 года митрополит Петроградский Вениамин (Казанский) подал в Священный Синод представление о назначении наместником Лавры архимандрита Алексия, но решение вопроса было отложено.
1 (14) декабря 1919 года хиротонисан во епископа Боровского, викария Калужской епархии.
Весной 1922 года был ложно обвинён в организации противодействия изъятию церковных ценностей, которое в монастыре производили насильно, под угрозой расстрела на месте. Для устрашения насельников монастыря были привезены 2 пулемёта. Епископ Алексий был арестован. Когда его вели через город, он осенял плачущих людей крестным знамением. Был приговорён к ссылке, в январе 1923 г. получил предписание прокуратуры выехать в Иверский монастырь Новгородской епархии.
Скончался 30 октября 1924 года.